# جزر أندمان
جزر أندمان (بالإنجليزية: Andaman Islands)‏ هي مجموعة جزر تقع في جزر أندمان ونيكوبار في الهند. يقدر عدد سكانها 6,408 كم2 وترتفع عن سطح البحر 732 متر.

## أعلام
- فضل حق خير آبادي